# Gudermes
Gudermes (ros. Гудермес, Gudiermies, czecz. Гуьмсе / Gümse) – miasto w Federacji Rosyjskiej, w Czeczenii, stolica rejonu gudermeskiego, nad rzeką Sunża. Drugie co do wielkości miasto Czeczenii.
W mieście rozwinął się przemysł precyzyjny, materiałów budowlanych, spożywczy oraz chemiczny.

## Demografia
- 2010 – 45 631
- 2021 – 57 179[2]